# Umala
Umala är en ort i Bolivia.   Den ligger i departementet La Paz, i den centrala delen av landet, 300 km nordväst om huvudstaden Sucre. Umala ligger 3 836 meter över havet och antalet invånare är 152.
Terrängen runt Umala är lite kuperad, och sluttar brant österut. Närmaste större samhälle är Patacamaya, 18,8 km nordost om Umala. 
Omgivningarna runt Umala är i huvudsak ett öppet busklandskap. Runt Umala är det ganska glesbefolkat, med 22 invånare per kvadratkilometer.